# Physopsis lachnostachya
Physopsis lachnostachya là một loài thực vật có hoa trong họ Hoa môi. Loài này được C.A.Gardner miêu tả khoa học đầu tiên năm 1939.